# Raquel Ejerique
Raquel Pérez Ejerique (València, 1979), coneguda com Raquel Ejerique, és una periodista valenciana, directora dels informatius de la ràdio i televisió pública valenciana À punt des de l'abril de 2020 a setembre de 2023.
És llicenciada en periodisme per la Universitat CEU San Pablo. Ha escrit en diversos mitjans de comunicació com ABC, La Razón, 20 minutos o Terra Networks. També ha estat locutora en la Cadena SER i fou la cap de política social i investigació del digital eldiario.es.
La recerca periodística de Raquel Ejerique ha contribuït a destapar escàndols com el dels plagis del rector de la Universitat Rey Juan Carlos, Fernando Suárez Bilbao, o el cas Cifuentes.
Accedeix a la direcció dels serveis informatius d'À Punt per concurs públic i substitueix a l'anterior directora Remei Blasco. Abans de les eleccions a les Corts Valencianes de 2023 en les que el govern del Botànic va perdre la majoria parlamentària va anunciar que deixaria el càrrec tal com es va produir el setembre d'aquell any. Ejerique va tornar al digital eldiario.es i va ser substituïda per Ivan Esteve.